# Głuchów (Łańcut)
Głuchów ist eine Ortschaft mit einem Schulzenamt der Gemeinde Łańcut im Powiat Łańcucki der Woiwodschaft Karpatenvorland in Polen.

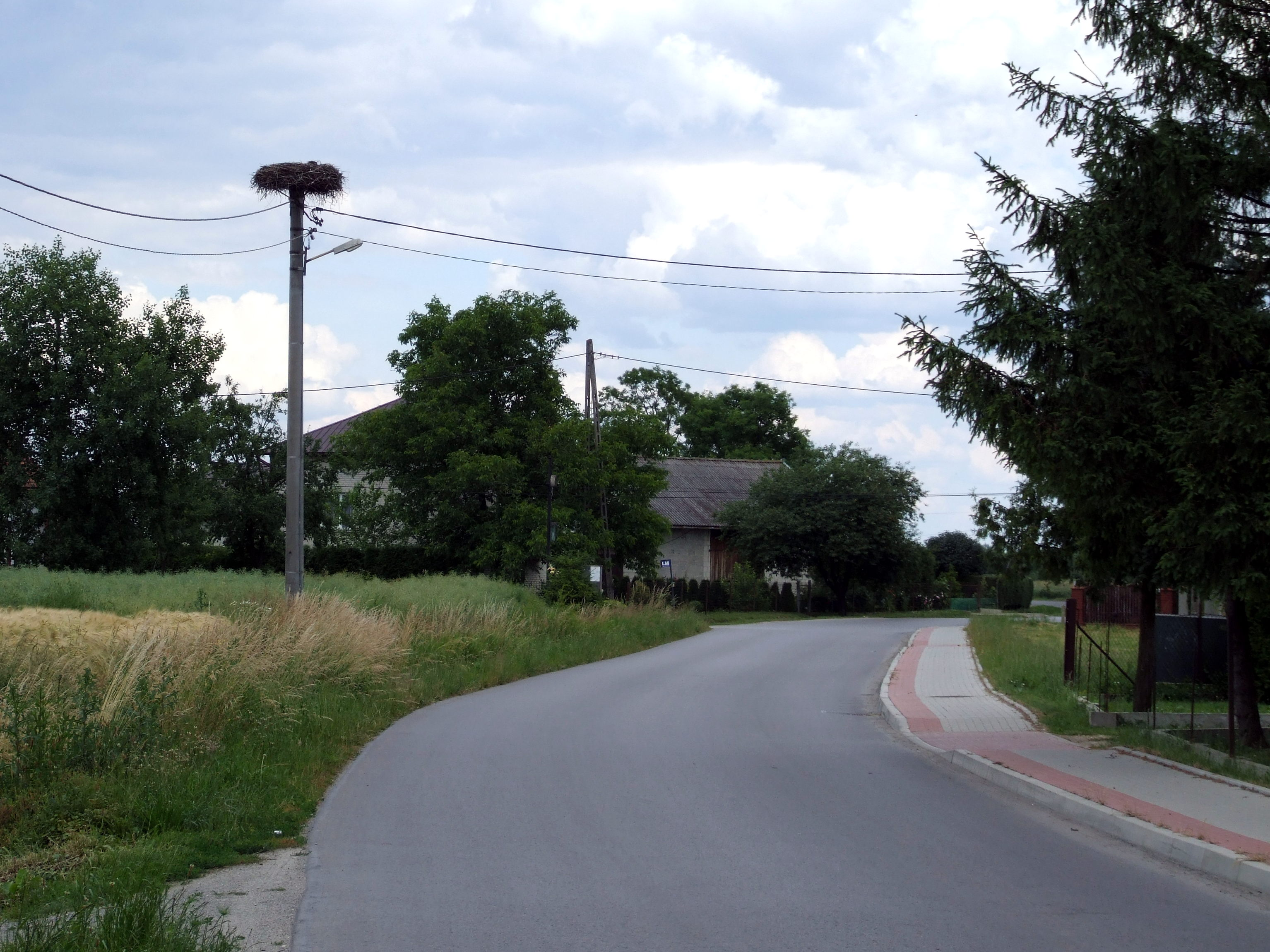
Eine Straße im Dorf

## Geschichte
Der vom Otto von Pilcza gegründete Ort wurde im Jahr 1384 erstmals urkundlich erwähnt, als in der Spendenurkunde der römisch-katholischen Pfarrei in Nowosielce Paulus de Gluchow, möglicherweise der Vogt von Głuchów, belistet wurde. Der besitzanzeigende Name ist vom Personennamen Głuch (im 15. Jahrhundert auch dem Namen Gołuch verglichen, z. B. Goluchow im Jahr 1426) abgeleitet.
Das Dorf gehörte zunächst zum Königreich Polen, Woiwodschaft Ruthenien, Przemyśler Land. Bei der Ersten Teilung Polens kam Głuchów 1772 zum neuen Königreich Galizien und Lodomerien des habsburgischen Kaiserreichs (ab 1804). Nach der Aufhebung der Patrimonialherrschaft mit Leibeigenschaft bildete es eine Gemeinde im Bezirk und Gerichtsbezirk Łańcut.
1918, nach dem Ende des Ersten Weltkriegs und dem Zusammenbruch der k.u.k. Monarchie, kam der Ort zu Polen. Unterbrochen wurde dies nur durch die Besetzung Polens durch die Wehrmacht im Zweiten Weltkrieg.
Von 1975 bis 1998 gehörte Głuchów zur Woiwodschaft Rzeszów.